# Động cơ siêu âm

Minh hoạ động cơ piezo kiểu "sâu đo" làm di chuyển thanh sọc màu đỏ và trắng theo chiều dọc từ phải sang trái. Khi điện được cấp cho các phần tử piezo, được biểu thị bằng màu sắc, thì nó dãn rộng, làm di chuyển phần tương ứng. 1. vỏ, 2. tinh thể động, 3. tinh thể khóa, 4. thanh di chuyển.

Động cơ siêu âm là một loại động cơ áp điện được vận hành bằng dao động điện ở tần số siêu âm .
Động cơ này gồm bộ phận tiếp nhận năng lượng điện là stator, từ đó tác động lên thành phần dịch chuyển, là rotor hoặc thanh trượt, tùy thuộc vào sơ đồ hoạt động là quay hoặc dịch tuyến tính. Động cơ siêu âm khác với các thiết bị truyền động áp lực bằng nhiều cách, mặc dù cả hai đều sử dụng một số dạng vật liệu áp điện, thường là zirconat titanat chì (Pb[ZrxTi1-x]O3 (0≤x≤1)) và đôi khi là lithi niobat (LiNbO3) hoặc các vật liệu đơn tinh thể khác. Sự khác biệt rõ ràng nhất với động cơ áp điện khác, là ở sử dụng cộng hưởng để tăng cường rung động của stator trong tiếp xúc với rotor trong động cơ siêu âm. Động cơ siêu âm cung cấp một lượng quay vòng hoặc khoảng trượt tuỳ ý, trong khi các bộ truyền động áp điện bị giới hạn bởi sức căng tĩnh (static strain) có thể gây ra trong các phần tử áp điện .
Một ứng dụng phổ biến của động cơ siêu âm là trong ống kính máy ảnh, nơi chúng được sử dụng để di chuyển các yếu tố ống kính như là một phần của hệ thống tự động lấy nét. Động cơ siêu âm nhỏ gọn, thay thế cho vi mô tơ (micro-motor) gây tiếng ồn và thường chậm hơn trong ứng dụng này.

## Ứng dụng
Canon là một trong những người tiên phong của động cơ siêu âm, và làm cho tên "USM" nổi tiếng vào cuối những năm 1980 bằng cách kết hợp nó vào ống kính tự động lấy nét cho Ống kính Canon ngàm EF. Nhiều bằng sáng chế về động cơ siêu âm đã được Canon đệ trình, đối thủ chính của ống kính Nikon, và các mối quan tâm công nghiệp khác kể từ đầu những năm 1980. Canon đã không chỉ bao gồm một động cơ siêu âm (USM) trong ống kính DSLR của họ, mà còn trong máy ảnh cầu (bridge camera) Canon PowerShot SX1 IS.
Động cơ siêu âm hiện nay được sử dụng trong nhiều thiết bị điện tử tiêu dùng và văn phòng đòi hỏi độ quay chính xác trong một khoảng thời gian dài. Công nghệ này được áp dụng cho các ống kính nhiếp ảnh bởi nhiều công ty dưới nhiều tên khác nhau:
- Canon - USM, UltraSonic Motor (Động cơ siêu âm)
- Minolta, Konica Minolta, Sony - SSM, Super Sonic wave Motor (Động cơ sóng, động cơ vòng)
- Nikon - SWM, Silent Wave Motor
- Olympus - SWD, Supersonic Wave Drive
- Panasonic - XSM, Extra Silent Motor
- Pentax - SDM, Supersonic Dynamic Motor (động cơ siêu động)
- Sigma - HSM, Hyper Sonic Motor
- Sony - DDSSM, Direct Drive Super Sonic wave Motor (động cơ tuyến tính)
- Tamron - USD, Ultrasonic Silent Drive; PZD, Piezo Drive
- Actuated Medical, Inc. - Direct Drive, Máy Siêu Âm Tương Thích MRI